# Українсько-австро-угорські відносини
Українсько-австро-угорські відносини — дипломатичні відносини, які були встановлені між Австро-Угорщиною та Українською Народною Республікою (і в продовжені з Українською державою) після підписання Брестського миру від 9 лютого 1918 року і тривали до розпаду першої.

## Територіальні та політичні питання
Австро-Угорщина визнала УНР незалежною державою, межа між ними встановлювалася по довоєнному кордоні між Австро-Угорщиною та Російською імперією. У таємну угоду від 8 лютого 1918 року Австро-Угорщина дала УНР гарантії створення національної української коронної землі в своєму складі на території Східної Галичини і Північної Буковини, однак 16 липня того ж року анулювала ці гарантії під тиском польських сил. Крім того, між Австро-Угорщиною і Україною існував дипломатичний конфлікт навколо Холмщини, який, в результаті, був вирішений на користь України.

## Економічна галузь

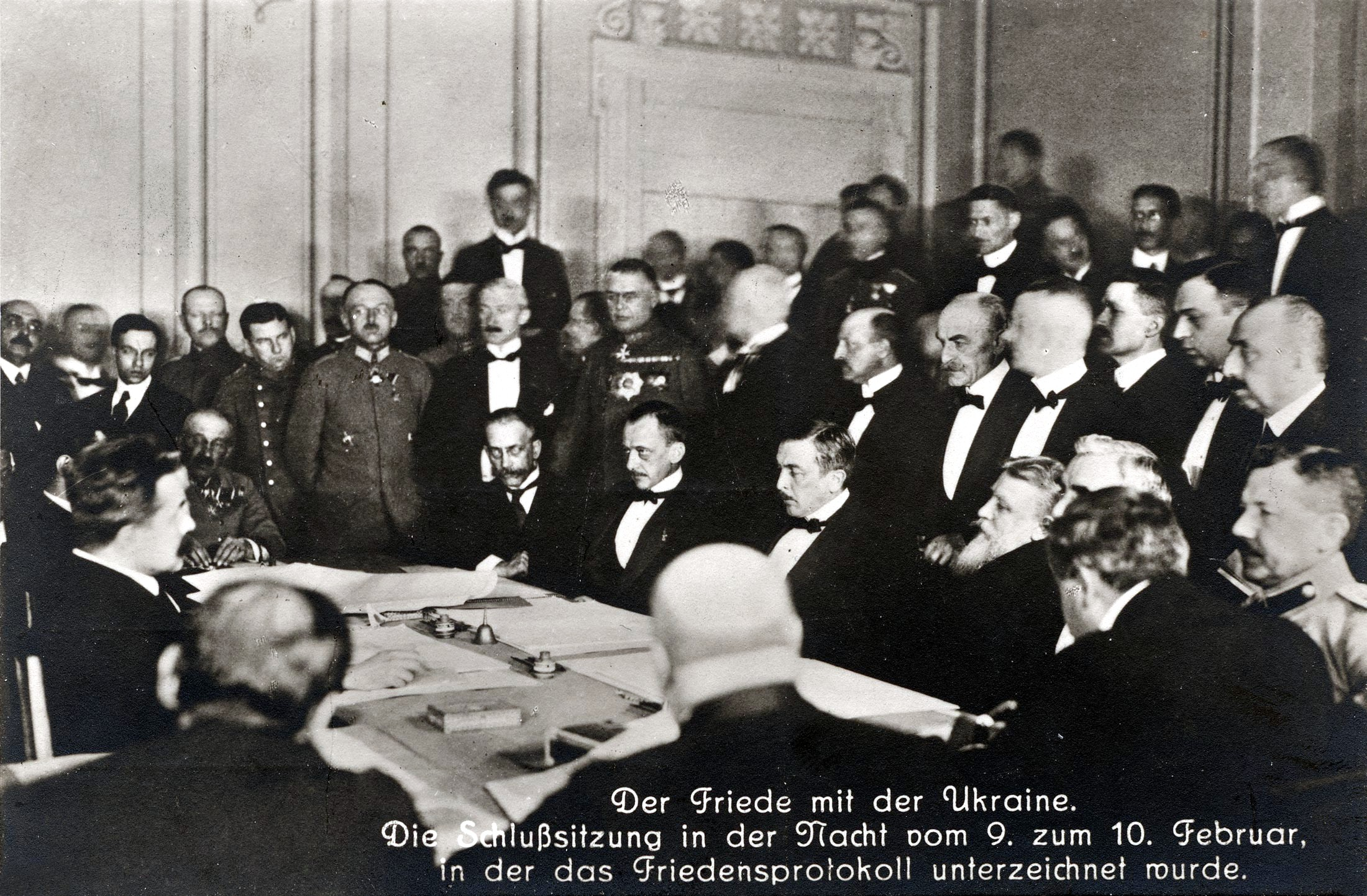
Підписання Брестського миру. Сидять в середині зліва направо: Оттокар Чернін, Ріхард фон Кюльман і Васил Радославов. Брест-Литовськ, 9 лютого 1918 року

Згідно з мирним договором від 9 лютого і економічним договором від 23 квітня 1918 року Австро-Угорщина разом з Німеччиною зобов'язалася поставляти УНР вугілля, нафтопродукти, сільськогосподарські машини, обладнання, фармацевтичні і хімічні препарати, а також надати позику УНР в розмірі 1 млн карбованців (надалі вже Україна, за згодою від 15 травня 1918 года, надала позику Австро-Угорщини і Німеччини в розмірі 400 млн карбованців), натомість УНР зобов'язалася поставити 60 млн пудів хлібних злаків (1 млн т), 2,75 млн пудів (45 тис. т) великої рогатої го худоби (у живій вазі), 400 млн штук яєць, 37,5 млн пудів (614 тис. т) залізної руди, спеціальні сорти дерева з розрахунку 300 вагонів на місяць, мідь, олово, цинк, бавовна, овчину, льон тощо; за договором від 15 вересня 1918 року також ще зобов'язувалася разом з Німеччиною поставляти Україні щомісяця 9 млн пудів (147 тис. т) вугілля, по 5 тис. тонн нафти і нафтопродуктів, а також планувала задовольнити потребу України в сільськогосподарських машинах і техніці, обладнанні для цукрової, гірської, вугільної і металургійної промисловості, Україна, в свою чергу, зобов'язалася поставити Центральним державам 75 млн пудів (1,23 млн т) хліба, 11 млн пудів (180 тис. т) живої ваги худоби, 300 тис. голів овець, 400 тис. пудів (6,55 тис. т) сала, 9 млн пудів (150 тис. т) цукру, інші сільськогосподарські продукти, марганцеву і залізну руду, дерево тощо, відновити режим вільної торгівлі на внутрішньому ринку, відмовитися від застосування експортних мит, ввести тверді ціни на всі види продукції товарообміну, вільний транзит через свою територію і контроль Центральних держав над експортом зернових культур та сировини в Росію і нейтральні країни, також обговорювалось, що до проведення грошової реформи в Україні всі поставки повинні були покриватися в довоєнних російських рублях.

## Військова галузь
Відповідно до Військової конвенції від 18 лютого 1918 року вже 27 лютого 1918 року Австро-Угорщина ввела на територію УНР військовий корпус для допомоги в боротьбі з більшовиками (на початку перебування на території України загальна чисельність німецько-австро-угорського угруповання досягала 450 тисяч осіб; в кінці перебування — тільки австро-угорських військ на території України налічувалося 300 тисяч осіб). Австро-угорські війська були виведені з України після листопада 1918 року, в тому ж році Австро-Угорщина припинила існування.

## Дипломатичний корпус
Обмін посольствами між державами був проведений в 1918 році.
Посли України в Австро-Угорщині:
- Андрій Яковлів, був призначений 15 квітня 1918 року[3][4];
- В'ячеслав Липинський був призначений 21 червня 1918, вірчі грамоти були вручені міністрові закордонних справ Австро-Угорщини графу Іштвану Буріану 5 липня 1918 року[4].

Посли Австро-Угорщини в Україні:
- Йоган Форгач був призначений в 1918 році[1]

## Міжнародні угоди та дипломатичні ноти
Міжнародні угоди:
- Таємний договір по Східній Галичині та Північній Буковині від 8 лютого 1918 року (не був ратифікований)[1];
- Брестський мирний договір від 9 лютого 1918 року[1];
- Військова конвенція від 18 лютого 1918 року[1];
- Економічний договір від 23 квітня 1918 року[1];
- Фінансовий договір від 15 травня 1918 року[3];
- Господарський договір від 18 вересня 1918 року[3]

Ноти з боку України:
- Протест щодо намірів Центральних держав приєднати Холмщину, Підляшшя і окуповану ними частину Волині до Королівства Польського від 17 листопада 1917 року[5];
- Нота щодо державної приналежності Холмщини і Підляшшя від 12 червня 1918 року[5].